# Danny De Laet
Danny De Laet, né le 27 décembre 1944 à Mons (province de hainaut), est un écrivain, journaliste, essayiste, scénariste et éditeur de bande dessinée belge néerlandophone. Connu comme spécialiste du 9e art. Il utilise les pseudonymes de Serge Bertran, Brenn de Bard, Antony et Marcus.

## Biographie
Danny De Laet naît le 27 décembre 1944 à Mons,. Il est passionné de bande dessinée.
Il poursuit des études en cours techniques supérieurs de bibliothèque.
En 1969, il entame diverses collaborations : il écrit dans les fanzines Ran Tan Plan (1969-1976),, Phénix (1970), Les Cahiers de la bande dessinée (1970 à 1972), Hop ! (1973 à 2010).
Il écrit la rubrique de science-fiction Chronique du futur antérieur dans Spirou de 1977 à 1978.
De 1977 à 1986, il collabore au journal Tintin ainsi qu'à Super Tintin en écrivant des rubriques rédactionnelles relatives au cinéma, à des auteurs ou des thèmes de bande dessinée ainsi que deux courts récits dessinés par Franz et François Craenhals.
En 1979, en collaboration avec Yves Varende, il signe trois ouvrages sous le titre générique Au-delà du septième art consacrés à la bande dessinée, au dessin animé et au dessin de presse, dans la collection « Chroniques belges » des éditions du Ministère des affaires étrangères, du commerce extérieur et de la coopération au développement : Au-delà du septième art - histoire de la bande dessinée belge, Au-delà du septième art - Le Dessin animé en Belgique et Au-delà du septième art - pratique du cartoon en Belgique. Les ouvrages sont publiés dans les trois langues nationales belges.
En 1982, Jean-Claude De la Royère, rédacteur en chef du périodique Le Journal illustré le plus grand du monde publie le scénario de la série d'aventure Bob Wilson écrit sous le pseudonyme Antony pour le dessinateur Griffo. L'album est publié aux Éditions Michel Deligne en 1984 sous le pseudonyme Marcus. Il est traduit en allemand et publié par Ehapa en 1987.
En 1985, il sort L'Affaire Dupuis : Dallas sur Marcinelle publié aux éditions bruxelloises NCM dont Didier Pasamonik reconnaît la qualité des renseignements mais qui pêche d'un point de vue « belgo-centriste » et manquant d'objectivité.
Comme éditeur, il réédite les vingt-deux pages érotiques et historiques du Secret de Luc Vermont de Raymond Cazanave publié dans Paris Cocktail Paradise, en 1952 et 1953 et considéré par Gilles Ratier comme un véritable incunable.
Depuis 2025, il collabore régulièrement au site BD Oubliées, où il tient la rubrique Les Chroniques de Danny De Laet, proposant indistinctement la réédition de certains de ses articles et la publication d'articles inédits.
En outre, il consacre différentes monographies aux auteurs de bande dessinée et il écrit la préface de divers ouvrages en néerlandais,,.
Il est également membre d'honneur de la Chambre belge des experts en bande dessinée.

### Vie privée
Il réside à Anvers.

## Œuvres

### Albums de bande dessinée

#### Bob Wilson
- 1. L'Ordre du dragon noir, Éditions Michel Deligne, Bruxelles, 1984
Scénario : Marcus - Dessin et couleurs : Griffo - (ISBN 2-8001-0912-2).

#### Chevalier Ardent
- Dossier Craenhals[24], Casterman, Tournai, novembre 1991
Scénario : Kris De Saeger - Dessin : François Craenhals - Couleurs : noir et blanc -  (ISBN 2-203-32605-0),Contient une monographie et divers récits complets de Pom et Teddy (Défense de pénétrer et Le Rapt), de Primus et Musette (La Grève de la fin), des Les 4 As (Drakulstein contre le vampyre du kosmos) et de Chevalier Ardent (Le Philtre d’amour - quatre pages sur un scénario de Danny De Laet - et L’Envoyée).

### Ouvrages sur la bande dessinée
- Danny De Laet et Yves Varende, Au-delà du septième art : histoire de la bande dessinée belge[25],[26], Bruxelles, Ministère des affaires étrangères, du commerce extérieur et de la coopération au développement, coll. « Chroniques belges » (no 322), 1979, 302 p. (OCLC 301693218, lire en ligne)
- Danny De Laet, L'Affaire Dupuis : Dallas sur Marcinelle[27], Bruxelles, NCM, 1985, 110 p. (présentation en ligne),écrit par Thierry Martens, grâce à l'aimable complicité de Danny De Laet.
- Danny De Laet, Jean-Paul Tibéri, Henri Filippini et Alain Beyrand (dir.), De Lariflette à Janique Aimée cataloque encyclopédique des bandes horizontales dans la presse adulte de 1964 à 1975, Angoulême, Salon International de la Bande Dessinée, 1995, 960 p., ill. (ISBN 9782909258065, OCLC 1346680733, présentation en ligne)Format à l'italienne
- Danny De Laet, Le cœur et le crayon[17] ; Le secret de Luc Vermont l'avant Barbarella : introduction à la BD pour adultes en France, suivi de : BD friponne de Raymond Cazenave, Anvers, Éditions de l'invisible, 2013, 91 p. (OCLC 1400862234)Les Cahiers BD 3

### Ouvrages sur le dessin animé et le dessin de presse
- Au-delà du septième art - Le Dessin animé en Belgique, Bruxelles, 1979[28],[25]
- Thierry Martens et Danny De Laet, Au-delà du septième art : pratique du cartoon en Belgique, Bruxelles, Ministères des Affaires étrangères, du Commerce extérieur et de la Coopération au développement de Belgique, coll. « Chroniques belges », 1979, 110 p., ill. ; 22 cm (OCLC 301624277, présentation en ligne).

### Anthologies
- SF d'expression néerlandaise[2] (1975, anthologie, science-fiction)
- Histoires de trains fantastiques[2], Paris, Librairie des Champs-Élysées, 1980 (ISBN 2702411606)anthologie, fantastique
- Les Anarchistes de l'ordre : étude anthologique sur la littérature policière belge (1980-1960), Bruxelles, Recto-verso, coll. « Ides--et autres » (no 28-29), 1980, 282 p. (OCLC 1131285876)

### Autres écrits
- Albert Fromenteau et Ralph Bolsaie (interviewés par Danny De Laet) (publié initialement en néerlandais dans Cinémation, Ciso no 23, Brabancia Nostra en 1977.), « Remember Albert Fromenteau : Entretien avec Albert Fromenteau en compagnie de Ralph Bolsaie (enregistré en 1974) », BD Oubliées,‎ 1974 (lire en ligne, consulté le 8 décembre 2024).
- (nl) Danny De Laet (dir) (ill. Lukas Verstraete), Magisch Realisme, Gand, Poespa Producties, coll. « In Tenebris » (no 3), 2024, 254 p., ill. ; 24 cm (ISBN 9789083439952).

#### Livres
: document utilisé comme source pour la rédaction de cet article.
- Philippe Mellot, Michel Denni, Laurent Turpin et Isabelle Morzadec, Trésors de la bande dessinée : BDM 2023-2024 - Catalogue encyclopédique et Argus, Paris, Les Arènes, novembre 2022, 23e éd., 1677 p., ill. ; 23 cm (ISBN 9791037507280, OCLC 1351462460, présentation en ligne), p. 195, 1504. .